# 仙水岩崖墓群
仙水岩崖墓群位于中国江西省贵溪市龙虎山镇龙虎山景区内，于2001年被列为第五批全国重点文物保护单位。
在泸溪河旁仙水岩离水面约30～50米高的悬崖上有许多天然岩洞，古人将棺木和随葬品放入洞内，即为崖墓，现已发现七十余处。1978年～1979年在此进行了两次大的发掘，清理崖墓18座，棺木37具，取得陶瓷、木竹器、玉石等文物220余件，其中扁鼓、古筝和原始织机部件都是罕见珍品，其时代约为2600多年前。从墓葬习俗来看，大体分为单洞单葬、单洞群葬、联洞群葬三种。
- 仙水岩全景
- 崖墓
- 崖墓
- 崖墓
- 原始织机部件，东周，1979年出土
- 原始青瓷罐，东周，1979年出土
- 黑陶云雷纹兽首鼎，东周，1979年出土
- 黑陶双耳鼎，东周，1979年出土
- 米字纹原始瓷罐，东周，1979年出土